# Veliki svečenik
Véliki svečenik ali vélika svečenica je naziv, ki običajno pomeni osebo na položaju glavnega svečenika/svečenice ali voditelja verske sekte.

## Stari Egipt
V Starem Egiptu je bil veliki svečenik glavni svečenik katerega koli od mnogih bogov, ki so jih častili Egipčani.
- Amonov veliki svečenik; glavno središče Amonovea kulta so bile Tebe.
- Tebanski Amonov veliki svečenik; tebanskih svečenikov se ne šteje za dinastijo, vendar so imeli tolikšno moč in vpliv, da so bili od leta 1080 pr. n. št. do okoli 943 v vladarji Gornjega Egipta.
- Ozirisov veliki svečenik; glavno središče kulta je bilo v Abidosu.
- Ptahov veliki svečenik; glavno središče kulta je bilo v Memfisu.
- Rajev veliki svečenik; glavno središče kulta je bilo v Heliopolisu.
- Veliki svečenica Amonove božanske žene je bila najviše rangirana svečenica Amonovega kulta.

## Starodavni Izrael
Duhovščina v starodavnem Izraelu je imela velikega svečenika, ki je služil v tabernaklju in nato v prvem in drugem jeruzalemskem templju.
- Samarijanski veliki svečenik je bil veliki svečenik samarijanske skupnosti.

## Antični svet
- Arhierej je bil naslov velikega svečenika antične Grčije.
- Dastur je bil zaratustrski veliki svečenik.
- Heliofant je bil veliki svečenik elevzinskih misterijev.
- NIN ali EN je bil veliki svečenik ali velika svečenica zavetnika sumerskega mesta ali mestne države.[1]
- Pontifex maximus je bil veliki svečenik Starega Rima.
- Pitija je bila velika svečenica Apolonovega templja v Delfih.

## Indija
- Vidjaranja je bil hindujski veliki svečenik Vidžajanagarskega cesarstva.
- Panditrao je bil naslov imenovanega velikega duhovnika, ki je sedel v Svetu osmih (Ašta Pradan) v zgodnjem Maraskem imperiju.

## Krščanstvo
- V Novi zavezi se izraz veliki svečenik pojavlja šestnajst krat. Deset krat se kot veliki svečenik implicitno ali eksplicitno  omenja Jezus Kristus (Hebrejci 3:1; 4:14 in  9:11). Nekatera starozavezna besedila prerokujejo  kralja-svečenika. V starodavnem Izraelu so bili svečeniki ločeni od kraljev. Svečeniki so bili iz plemena Levi, kralji pa iz plemen Benjamin in Juda. Krščanstvo vidi izpolnitev teh prerokb v  Jezusu Kristusu, ki nadomešča duhovniški red levitov in deluje hkrati kot večni veliki svečenik in kralj po Melhizedekovem redu.
- V Cerkvi Jezusa Kristusa svetih iz poslednjih dni in drugih sekt svetih iz poslednjih dni je veliki svečenik eden od duhovniških položajev v Melhizedekovi duhovščini.

## Druga verstva
- V 16. stoletju je imela majevska duhovščina svojega velikega svečenika, ki je dajal navodila drugim svečenikom in bil kraljev svetovalec.
- Na Havajih je bil kahuna nui  predstojnik templja heiau. Bil je spoštovana oseba, ki je bil hkrati svečenik, čarodej, mag, modrijan, minister in izvedenec za vsa področja. Njemu so bile podrejene različne vrste svečenikov. Kahuna nui je lahko bila tudi ženska.[2]
- V ničiren šošujskem budizmu so imeli velikega svečenika za naslednika meniha Ničirena.
- V šintoizmu se je veliki svečenik imenoval gudži. Mesto je običajno zasedal najvišje rangirani svečenik svetišča (kanuši).
- V germanskem novopoganstvu se veliki svečenik imenuje goði ali gyða in je vodja majhne skupine vernikov, imenovane kindred. goði kot skupina se imenujejo goðar. V nekaterih državah se za večvrstne nacionalne organizacije uporablja naziv Allsherjargoði. Najvidnejša tovrstna organizacija je na Islandiji.
- V religiji afriškega ljudstva Joruba in številnih sektah Novega sveta, kot je santerizem, se veliki duhovnik imenuje babalawo. Izraz pomeni moder mož in izhaja iz jorubskega jezika zahodne Afrike. Nosilka naslova se imenuje ajalawo, kar pomeni mati misterijev ali mati modrosti.
- V sodobni poganski religiji wicca sta veliki svečenik ali velika svečenica moški ali ženska, ki vodi skupni obred.  Veliki svečenik in velika svečenica sta tudi naslova, ki se včasih podeljujeta članom skupnosti po zaključenem tretjem ali petem letu študija in prakse. Včasih se to imenuje tudi tretja stopnja, odvisno od poti ali običajev.
- Veliki svečenik in velika svečenica sta najvišja položaja v vodstvu in upravi Satanistične cerkve.

## Druga raba
Naslov veliki svečenik je običajno povezan z verstvi in verskimi organizacijami, uporablja pa se tudi izven teh okvirov, na primer v nekaterih prostozidarskih ložah in drugod.